# Santo Domingo International 2018
Die Santo Domingo International 2018 (auch als Santo Domingo Open 2018 bekannt) im Badminton fanden vom 22. bis zum 26. Oktober 2018 in Santo Domingo statt.

## Medaillengewinner
| Disziplin     | Gold                            | Silber                             | Bronze                                                   |
| ------------- | ------------------------------- | ---------------------------------- | -------------------------------------------------------- |
| HerreneinzelI | Osleni Guerrero                 | Rosario Maddaloni                  | Kevin Cordón                                             |
| HerreneinzelI | Osleni Guerrero                 | Rosario Maddaloni                  | Artur Silva Pomoceno                                     |
| Dameneinzel   | Fabiana Silva                   | Taymara Oropesa                    | Nikte Sotomayor                                          |
| Dameneinzel   | Fabiana Silva                   | Taymara Oropesa                    | Josephine Wu                                             |
| Herrendoppel  | Joshua Hurlburt-Yu Duncan Yao   | Jonathan Solís Rodolfo Ramírez     | Fabrício Farias Francielton Farias                       |
| Herrendoppel  | Joshua Hurlburt-Yu Duncan Yao   | Jonathan Solís Rodolfo Ramírez     | Osleni Guerrero Leodannis Martínez                       |
| Damendoppel   | Lohaynny Vicente Luana Vicente  | Diana Corleto Soto Nikte Sotomayor | Breanna Chi Angela Zhang                                 |
| Damendoppel   | Lohaynny Vicente Luana Vicente  | Diana Corleto Soto Nikte Sotomayor | Nairoby Abigail Jiménez Bermary Altagracia Polanco Muñoz |
| Mixed         | Joshua Hurlburt-Yu Josephine Wu | Fabrício Farias Jaqueline Lima     | Leodannis Martínez Taymara Oropesa                       |
| Mixed         | Joshua Hurlburt-Yu Josephine Wu | Fabrício Farias Jaqueline Lima     | Artur Silva Pomoceno Fabiana Silva                       |